# Christian Friedrich von Mayr

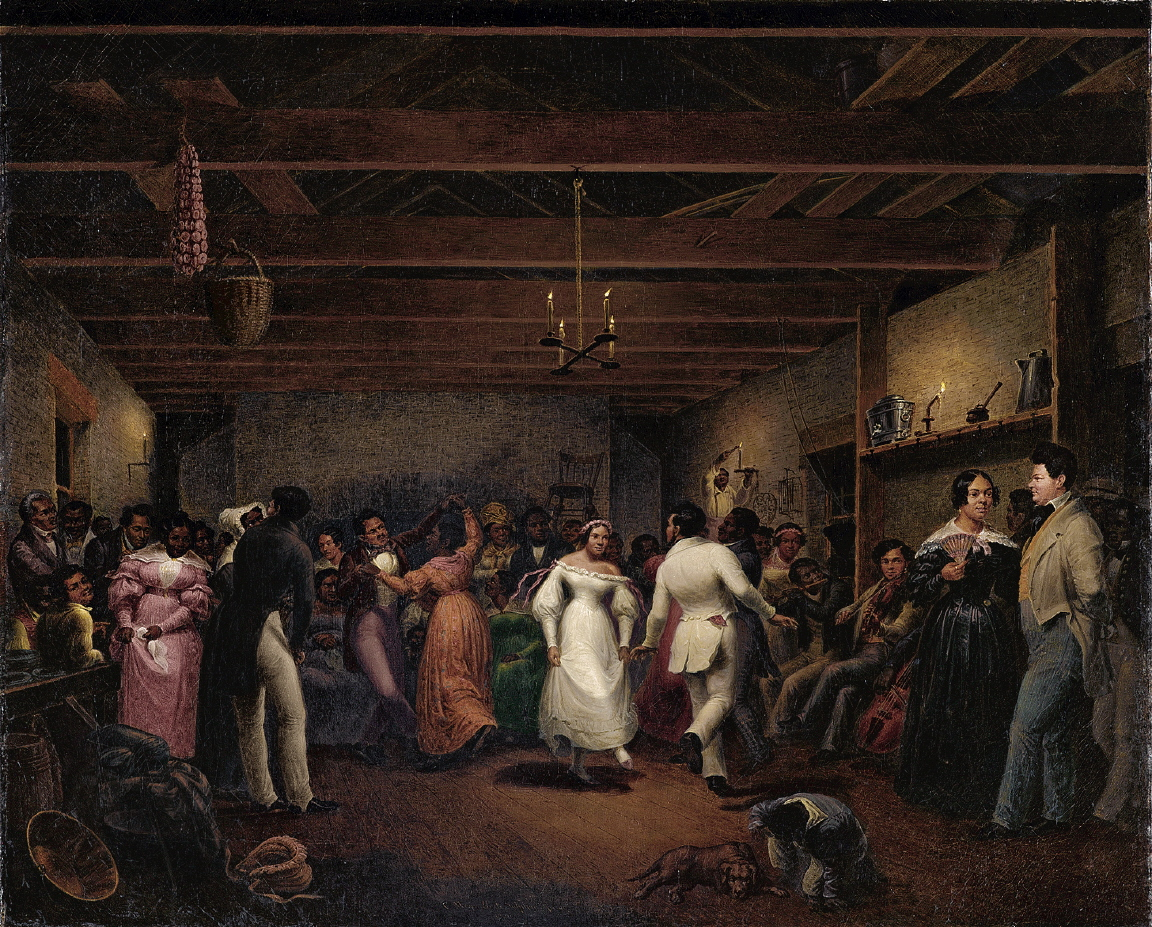
Kitchen Ball at White Sulphur Springs, Virginia (1838), Raleigh, North Carolina Museum of Art 52.9.23

Christian Friedrich von Mayr (in den Vereinigten Staaten Christian Friedrich Mayr; * 1803 in Nürnberg; † 1851 in New York) war ein deutscher Maler.
Im Alter von sieben Jahren verlor er seinen Vater, den Maler und Lackfabrikbesitzer Johann Daniel von Mayr, und wurde vom Stiefvater, dem Landschaftsmaler Friedrich Christian Fues (1772–1836) erzogen, der ihm den ersten Malunterricht erteilte. Sein jüngerer Bruder war der Maler Heinrich von Mayr (1806–1871).
Er besuchte ab 1819 die Malakademie in Nürnberg und studierte ab Juli 1823 an der Münchner Akademie. In München war er als Bühnenmaler Schüler von Simon Quaglio.
Um 1836 wanderte er in die Vereinigten Staaten aus, wo er in New York zunächst als Theatermaler, später als Bildnis- und Genrenmaler tätig war.

## Werke (Auswahl)
- Kitchen Ball at White Sulphur Springs, Virginia (1838), Raleigh, North Carolina Museum of Art 52.9.23